# جاست جاكين
جاست جاكين (8 أغسطس 1940 - 6 سبتمبر 2022) هو مخرج، مصور ونحات فرنسي، قام بإخراج فيلم إيمانويل وقصة أو.

## روابط خارجية
- جاست جاكين على موقع IMDb (الإنجليزية)
- جاست جاكين على موقع ألو سيني (الفرنسية)
- جاست جاكين على موقع ميوزك برينز (الإنجليزية)
- جاست جاكين على موقع أول موفي (الإنجليزية)
- جاست جاكين على موقع قاعدة بيانات الأفلام السويدية (السويدية)
- جاست جاكين على موقع ديسكوغز (الإنجليزية)
- جاست جاكين على موقع قاعدة بيانات الفيلم (الإنجليزية)
- جاست جاكين على موقع كينوبويسك (الروسية)